# تونس في الألعاب الأولمبية الصيفية 2024
تتنافس تونس في دورة الألعاب الأولمبية الصيفية 2024 في باريس في الفترة من 26 يوليو إلى 11 أغسطس 2024. منذ الظهور الرسمي الأول للبلاد في عام 1960، ظهر الرياضيون التونسيون في كل نسخة من الألعاب الأولمبية الصيفية، باستثناء موسكو 1980 كجزء من المقاطعة التي قادتها الولايات المتحدة.
في 30 أبريل 2024، فرضت الوكالة العالمية لمكافحة المنشطات عقوبات على تونس بسبب عدم امتثالها للوائحها، مما يعني أنه لم يُسمح باستخدام العلم التونسي في الألعاب. ورفعت العقوبة في 15 مايو، قبل بدء الألعاب، بعد إقالة رئيس اللجنة التونسية لمكافحة المنشطات.
اعتبارًا من 9 أغسطس 2024، حصلت تونس على ثلاث ميداليات في الألعاب، حيث فاز فارس فرجاني بالميدالية الفضية في منافسات السيف الفردي للرجال [الفرنسية]، وحصل محمد خليل الجندوبي على الميدالية البرونزية في منافسات وزن 58 كجم للرجال [الفرنسية]، ليصبح الأخير أول تونسي يحصل على ميداليتين متتاليتين في التايكوندو خلال الألعاب الأولمبية. وحقق فراس القطوسي الميدالية الذهبية الأولى للبلاد في منافسات التايكوندو للرجال وزن 80 كجم [الفرنسية].

## المتنافسون
فيما يلي قائمة بأعداد المتنافسين في الألعاب.
| الرياضة     | ذكور | إناث | المجموع |
| ----------- | ---- | ---- | ------- |
| النبالة     | 0    | 1    | 1       |
| ألعاب القوى | 2    | 1    | 3       |
| الملاكمة    | 0    | 1    | 1       |
| ركوب الكنو  | 2    | 0    | 2       |
| المبارزة    | 1    | 1    | 2       |
| الجودو      | 0    | 2    | 2       |
| التجديف     | 1    | 2    | 3       |
| الرماية     | 0    | 1    | 1       |
| السباحة     | 1    | 1    | 2       |
| التايكوندو  | 2    | 2    | 4       |
| كرة المضرب  | 1    | 0    | 1       |
| رفع الأثقال | 1    | 0    | 1       |
| المصارعة    | 2    | 2    | 4       |
| المجموع     | 13   | 14   | 27      |

## الحائزون على الميداليات
| الميدالية | الاسم              | الرياضة    | الحدث             | التاريخ  |
| --------- | ------------------ | ---------- | ----------------- | -------- |
| فضية      | فارس الفرجاني      | المبارزة   | للرجال [الفرنسية] | 27 يوليو |
| برونزية   | محمد خليل الجندوبي | التايكوندو | للرجال [الفرنسية] | 7 أغسطس  |
| ذهبية     | فراس القطوسي       | التايكوندو | للرجال [الفرنسية] | 9 أغسطس  |

| الميداليات حسب الرياضة | الميداليات حسب الرياضة | الميداليات حسب الرياضة | الميداليات حسب الرياضة | الميداليات حسب الرياضة |
| ---------------------- | ---------------------- | ---------------------- | ---------------------- | ---------------------- |
| الرياضة                | الأول                  | الثاني                 | الثالث                 | المجموع                |
| مبارزة السلاح          | 0                      | 1                      | 0                      | 1                      |
| تايكوندو               | 1                      | 0                      | 1                      | 2                      |
| المجموع                | 1                      | 1                      | 1                      | 3                      |

| الميداليات حسب الجنس | الميداليات حسب الجنس | الميداليات حسب الجنس | الميداليات حسب الجنس | الميداليات حسب الجنس |
| -------------------- | -------------------- | -------------------- | -------------------- | -------------------- |
| الجنس                | الأول                | الثاني               | الثالث               | المجموع              |
| ذكور                 | 1                    | 1                    | 1                    | 3                    |
| إناث                 | 0                    | 0                    | 0                    | 0                    |
| المجموع              | 1                    | 1                    | 1                    | 3                    |

| الميداليات حسب التاريخ | الميداليات حسب التاريخ | الميداليات حسب التاريخ | الميداليات حسب التاريخ | الميداليات حسب التاريخ | الميداليات حسب التاريخ |
| ---------------------- | ---------------------- | ---------------------- | ---------------------- | ---------------------- | ---------------------- |
| التاريخ                | الأول                  | الثاني                 | الثالث                 | المجموع                |                        |
| 27 يوليو               | 0                      | 1                      | 0                      | 1                      |                        |
| 7 أغسطس                | 0                      | 0                      | 1                      | 1                      |                        |
| 9 أغسطس                | 1                      | 0                      | 0                      | 1                      |                        |
| المجموع                | 1                      | 1                      | 1                      | 3                      |                        |